# Rigsmarsk
|  | Denne artikel handler om marsk som titel på hærfører. For biotopen marsk, se marsk |
Marsk eller rigsmarsk (fra 1536) var titlen for Danmarks riges øverste hærfører fra begyndelsen af 1200-tallet til enevældens indførelse. Det var det tredjevigtigste embede efter rigshofmesteren og kansleren. Han udnævntes af kongen og skulle være en indfødt adelig. I perioder valgte kongen dog at lade embedet stå ubesat for selv at være øverste leder i krig. Fra 1380/81 til 1440'erne var embedet således ubesat.
Fra starten var marsken en af kongens embedsmænd, og Marsk Stig kaldte sig også "kongens marsk", Regis Danorum Marscalcus, kort før han i 1287 ved danehoffet i Nyborg blev anklaget og dømt for mordet på Erik Klipping. I løbet af 1400-tallet blev marsken rigets marsk snarere end kongens, endeligt signaleret ved skiftet til titlen "rigets marsk", Marscalcus Regni i 1536.
De sidste rigsmarsker i Danmark var Anders Bille, som døde i svensk fangenskab i 1657, kort før indførslen af enevælden i 1660, og Joachim Gersdorff som ganske kort holdt embedet fra 1660 til sin død i 1661.

## Betydning
Marsk (og marskal) kommer af middelnedertysk marschalk, staldmester, rytterianfører, fra ældre germansk marha, hest, og skalk, tjener; altså oprindelig en stalddreng. Betegnelsen kendes fra 700-talet i Lex Alamannorum.
I kongens hird har marsk(all)en været den ansvarlige for opsynet med kongens heste, og som sådan er embedet en afløser for embedet som staller. Kong Valdemars Jordebog fra 1231 nævner ud over marsken (marscalcus) også en undermarsk, og det kan muligvis betyde at marsk-embedet på denne tid er blevet løsrevet fra arbejdet med staldene – som så er overladt til en undermarsk, muligvis identisk med en såkaldt fodermarsk.
Marskens opgaver har ikke altid været klart afgrænsede, og de har sikkert også i nogen grad været afhængige af indehaverens status og indflydelse. Ud over at være kongens hærs øverste leder synes han i løbet af 1300-tallet således også at have haft varierende andel i den dømmende myndighed og i finansforvaltningen.
Rigsmarskal eller rigsmarsk blev senere en militær titel for en marskal over et land og anvendes bl.a. i Sverige, Tyskland, Frankrig og Storbritannien som den højeste militære grad. I Norge kendes embedet ikke.

## Kendte danske (rigs)marsker
(Listen er behæftet med stor usikkerhed!)
- Johannes Sunesen (marsk før 1202)[4]
- Johannes Esbernsen (marsk før 1213)[4]
- Harald Reinmodsen (marsk omkring 1220)[4]
- Johannes Ebbesen (marsk ?-1232)[5]
- Iver Tagesen (marsk 1250-1252)[4]
- Laurids Abildgaard (marsk ?-?)Abildgaard (slægter)
- Ivar Tokesen Tystofte (marsk 1252-1255)[4]
- Jens Kalf (marsk 1255-1267(?))[4]
- Anders Pedersen (marsk 1267(?)-1275)[4]
- Stig Andersen Hvide (marsk 1276-1282, 1284-1286)[6]
- Niels Olufsen Bild (marsk 1314-1317)[4]
- Ludvig Albertsen Eberstein (marsk 1319-1328)[6][7]
- Peder Vendelbo (marsk 1323(?)-1327)[4]
- Johannes Ebbesen (marsk 1327(?)-1332)[4]
- Sivert Sivertsen Grubendal (marsk 1332(?)-1333)[4]
- Friedrich von Lochen (marsk 1340(?)-1343(?))[8][9]
- Erik Nielsen Banner (marsk ?-1345(?))[10]
- Palne Jensen Munk (marsk 1343-1363)[4]
- Tue Galen (marsk 1364-1368)[4]
- Erik Nielsen Gyldenstjerne (marsk 1368-1370)[4]
- Evert Moltke (marsk 1376-1380)[11]
- Oluf Axelsen Thott (marsk 1443-1448)[11]
- Claus Rønnow (marsk 1449-1480) (muligvis 1486)[11]
- Eskil Gøye (marsk 1489-1506)[11]
- Tyge Krabbe (marsk 1523-1541)[12]
- Erik Eriksen Banner (rigsmarsk 1541-1554)
- Otte Krumpen (rigsmarsk 1554-1567(?))[1]
- Frands Mikkelsen Brockenhuus (rigsmarsk 1567-1569)
- Holger Ottesen Rosenkrantz (rigsmarsk 1573-1575)
- Peder Munk (rigsmarsk 1596-1608)
- Steen Maltesen Sehested (rigsmarsk 1610-1611)
- Jørgen Lunge (rigsmarsk 1616-1619)
- Jørgen Skeel (rigsmarsk 1627-1631)
- Jørgen Knudsen Urne (rigsmarsk 1632-1642)
- Anders Bille (rigsmarsk 1642-1657)
- Joachim Gersdorff (rigsmarsk 1660-1661)

## Riksmarskalken i Sverige
I Sverige kender man betegnelsen marsk fra 1268, og Torgils Knutsson (d. 1306) kalder sig marsk i et brev skrevet i år 1304. I 1634 blev Axel Gustafsson Banér (1594-1642) udnævnt som rigsmarskalk – lederen af krigskollegiet og en af de højeste embedsmænd, en slags kombineret krigsminister og øverstbefalende.
I dagens Sverige er riksmarskalken chef for Kungliga Hovstaterna, den organisation som har til opgave at bistå statschefen og kongehuset i deres officielle pligter, og han udgør leddet mellem riksdagen og regeringen på den ene side og statschefen på den anden. Den nuværende riksmarskalk er Ingemar Eliasson (født 1939).